# Катерина Бранкович
Катерина Бранкович (серб. Катарина Бранковић, грец. Καταρίνα Μπράνκοβιτς ; близько 1418, Вучитрн — 1492, Конче), також відома як Катерина Кантакузіна — сербська принцеса, графиня Цельська у шлюбі з графом Ульріком II. Вона дочка деспота Джураджа Бранковича та візантійської принцеси Ірини Кантакузини. На її замовлення було написано «Вараждинський Апостол» (1454) і засновано монастир «Рмань».

## Життэпис
Катерина вийшла заміж за Ульріха II, графа Цельського (1406—1456) 20 квітня 1434 року. Це був політичний шлюб, завдяки якому сербський деспот отримував підтримку із заходу. Її сестра Мара Бранкович була одружена з османським султаном Мурадом II, що забезпечувало підтримку зі сходу. Катерина народила трьох дітей, Германа (пом. 1451), Георга (пом. 1441) та Єлизавету (1441—1455), яка була видана за Матвія Корвіна. Папа Пій II одного разу сказав, що Кантакузіна була прекрасною і чистою (лат. Alioquin facie et moribus honestam). У 1453 або 1454 році вона довірила трьом переписувачам створення «Вараждинського Апостола» — рукописної православної літургійної книги та найдавнішого тексту, що зберігся, на кирилиці на території сучасної Хорватії.

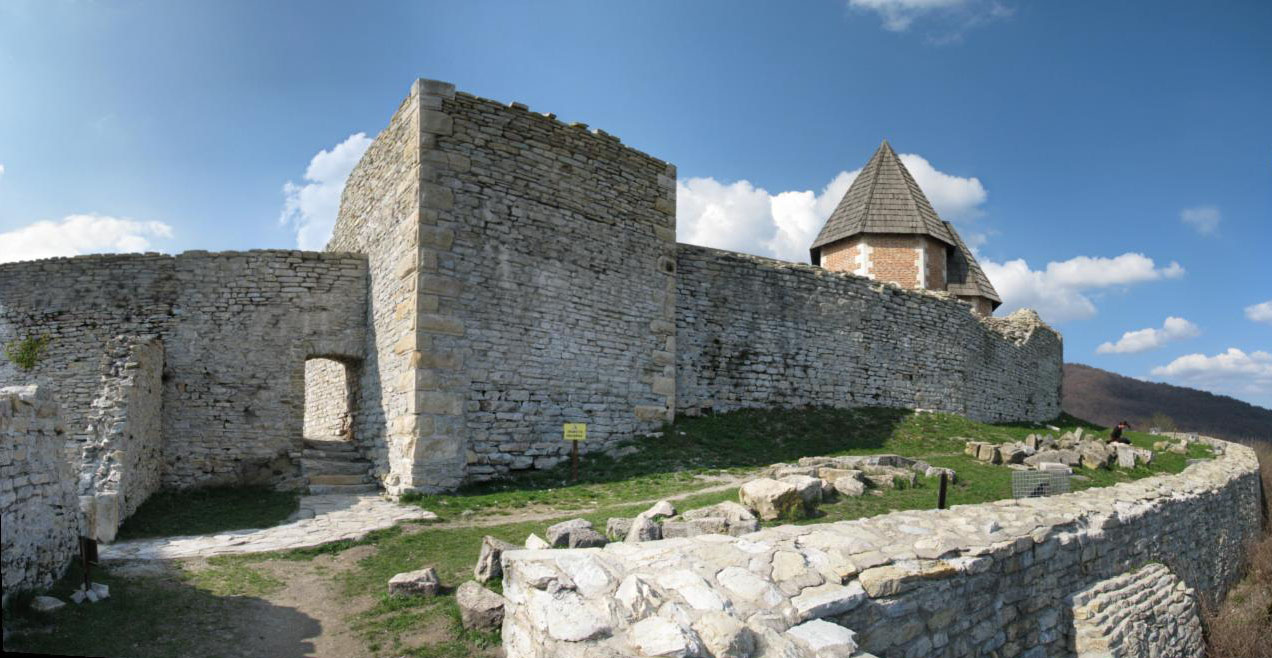
Медведград був одним із володінь Катерини.

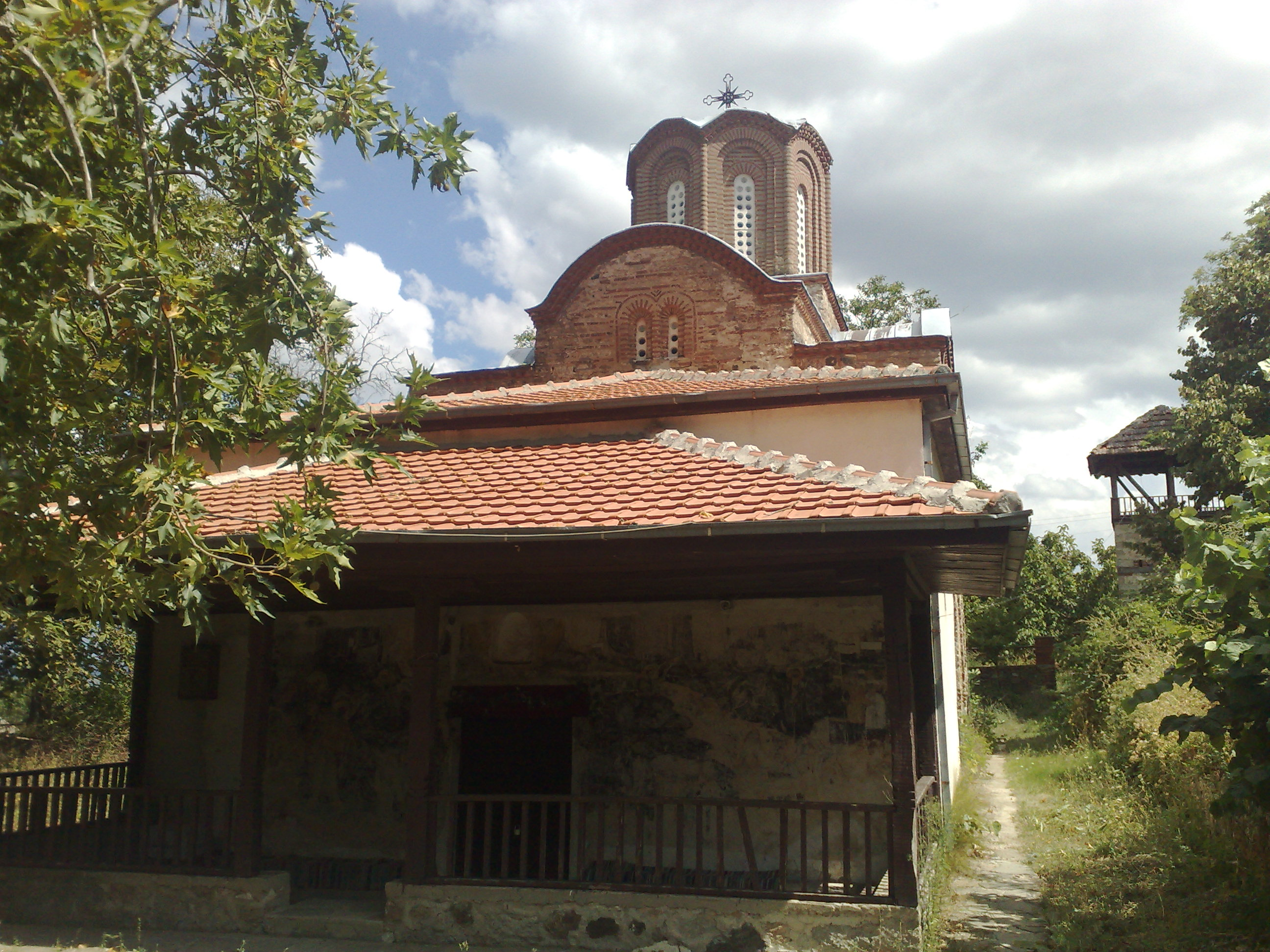
Церква Святого Стефана у Кончі.

Після того як Ульріх II був убитий під час облоги Белграда в 1456, Катерина відмовилася від усіх своїх володінь на території сучасних Хорватії та Словенії, за винятком Кршко, в обмін на щорічну виплату в розмірі двох тисяч дукатів, а в 1460 вона продала все своє майно у Славонії імператору Священної Римської імперії Фрідріху III за 29 тисяч золотих гульденів. Вона вирушила в подорож Італією, Корфом, Дубровником і, зрештою, повернулася до Старої Сербії (сучасна Північна Македонія), щоб відвідати свою сестру Мару Бранкович, яка на той час також овдовіла. Разом із сестрою вона допомогла укласти Константинопольську угоду після турецько-венеційської війни. Для цього вона відправляла своїх делегатів до Венеції у 1470—1472 роках і разом з Марою супроводжувала венеційських посланців до Стамбула. Після смерті сестри в 1487 Катерина піклувалася про монастирі Афона. Пізніше Катерина відмовилася від Кршка та права на щорічну допомогу. Вона померла в 1492 в селі Кончі і була похована в місцевій церкві Святого Стефана.